# 光叶丁公藤
光叶丁公藤（学名：Erycibe schmidtii）是旋花科丁公藤属的植物。分布在中国大陆的云南、广西、广东等地，生长于海拔250米至1,200米的地区，多生长于山谷密林和疏林中，目前尚未由人工引种栽培。

## 别名
丁公藤（海南植物志）

## 异名
- Erycibe glaucescens auct. non Wall. ex Chorsy